# Рюґу-дзьо

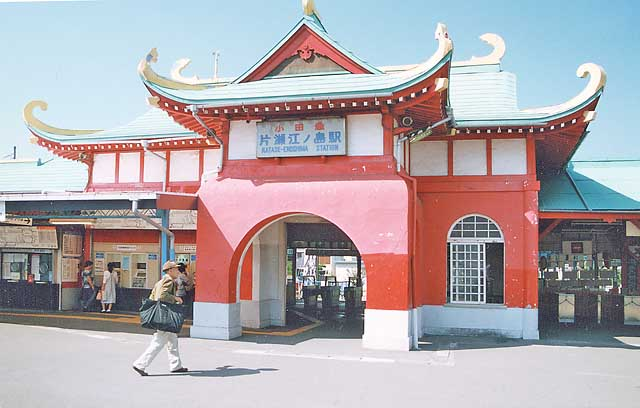
Станція Катасе-Еносіма

Рюґу-дзьо (яп. 竜宮城 / 龍宮城) [Рю:ґу:-дзьо:] — «палац морського дракона» - в японській міфології підводний палац-осідок міфічного дракона, владаря глибин, бога моря в синто (зверхність якого, поза тим, не заважає існувати окремому богу приплинів і ще кільком). За леґендою, Рюдзінова оселя збудована з білих і червоних коралів на самісінькому дні океану й багато обставлена.
Саме звідси Рюдзін за допомогою величезних перлин та коштовного каміння орудує морем, його прилинами, відплинами й своїми підданцями. Там само дракон зберігає свої скарби (утім, деякі з них перепадають і людям — удачливим викрадачам абож — яко посаг за доньку дракона).

## Брама
Инколи під Рюґу-дзьо розуміють не все обійстя Морського Дракона, а лише його браму. Нагадують її велич десятки розкиданих по всій Японії стилізованих воріт, оздоблених специфічним орнаментом і малюнками. Залізнична станція Катасе-Еносіма в місті Фудзісава префектури Канаґава спроєктована у вигляді таких воріт.
| Прапор Японії | Це незавершена стаття про Японію. Ви можете допомогти проєкту, виправивши або дописавши її. |